# Система чиллер-фанкойл
Чи́ллер (водоохлажда́ющая маши́на) — аппарат для охлаждения жидкости, использующий парокомпрессионный или абсорбционный холодильный цикл. После охлаждения в чиллере жидкость может подаваться в теплообменники для охлаждения воздуха (фанкойлы) или для отвода тепла от оборудования. В ходе охлаждения жидкости чиллер создаёт избыточное тепло, которое должно быть отведено в окружающую среду. Работа в паре с фанкойлом в системах кондиционирования является частным случаем использования чиллеров. Чиллеры сами по себе имеют широкое применение в промышленности.
Существуют также термоэлектрические миниатюрные чиллеры, предназначенные для охлаждения воды в бытовых аквариумах, работают в связке со внешними аквариумными фильтрами. 

## Для охлаждения воздуха
Система чиллер-фанкойл — централизованная, многозональная система кондиционирования воздуха, в которой теплоносителем между центральной охлаждающей машиной (чиллером) и локальными теплообменниками (узлами охлаждения воздуха, фанкойлами) служит охлаждённая жидкость, циркулирующая под относительно низким давлением, — обыкновенная вода (в тропическом климате) или водный раствор этиленгликоля (в умеренном и холодном климате). Кроме чиллера (чиллеров) и фанкойлов, в состав системы входит трубная разводка между ними, насосная станция (гидромодуль) и подсистема автоматического регулирования.

### Терминология
Согласно ГОСТ 22270-2018 - чиллер (водоохладитель) (chiller): Холодильная установка (машина) в моноблочном исполнении.

### Отличия
По сравнению с VRV/VRF системами, в которых между холодильной машиной и локальными узлами циркулирует газовый хладагент, системы чиллер-фанкойл обладают отличиями:
- В два раза большее максимальное расстояние между чиллером и фанкойлами. Длина трасс может достигать сотен метров, так как при высокой теплоёмкости жидкого теплоносителя удельные потери на погонный метр трассы ниже, чем в системах с газовым хладагентом.

- Стоимость разводки. Для связи чиллеров и фанкойлов используются обыкновенные водяные трубы, запорная арматура и т. п. Балансировка водяных труб, то есть выравнивание давления и скорости потока воды между отдельными фанкойлами, существенно проще и дешевле, нежели в газонаполненных системах.

- Безопасность. Потенциально летучие газы (газовый хладагент) сосредоточены в чиллере, устанавливаемом, как правило, на открытом воздухе (на крыше или непосредственно на земле). Аварии трубной разводки внутри здания ограничены риском залива, который может быть уменьшен автоматической запорной арматурой.

### Недостатки
Системы чиллер-фанкойл более экономичны по потребляемой электроэнергии, чем крышные системы, но безусловно проигрывают в экономичности системам c переменным расходом хладагента (VRF). Однако предельная производительность VRF-систем ограничена (объёмы охлаждаемых помещений до нескольких тысяч кубометров).

### Неисправности
- Утечка фреона. Утечка фреона может произойти в результате негерметичного соединения фреонового контура.
- Выход из строя компрессора. В компрессоре, как правило, выходит из строя его электродвигатель (происходит сгорание обмотки статора) или разрушаются клапаны (поршневой группы).
- Влага в холодильном контуре. Влага (вода) в холодильный контур может попасть в результате образования утечки в испарителе, вследствие чего происходит смешение двух контуров «фреон-вода».[2]

### Основные схемы охлаждения жидкости
- Непосредственное охлаждение. Наиболее распространённый вариант. Охлаждение жидкости происходит в теплообменнике «жидкость/фреон». Разница температур между входом/выходом составляет не более 7°С. Стандартный режим кондиционирования +7/12°С.
- Охлаждение с использованием промежуточного хладоносителя. Данный тип схемы применяют, когда разница температуры жидкости на входе и на выходе из чиллера более 7°С.